# Список угорських художників
На цій сторінці наведено алфавітний список угорських художників.

## А
- Вільмош Аба-Новак (1894—1941)
- Фрідріх фон Амерлінг (1803—1887)

## Б
- Дьюла Бенцур (1844—1920)
- Бенджамін Блок (1631—1690)[1]

## В
- Пал Ваго[en] (1853—1928)
- Віктор Вазарелі (1906—1997)
- Янос Міклос Вазарі[en] (1867—1939)

## Г
- Адольф Гіремі-Гіршль (1860—1933)
- Шимон Голлоші (1857—1918)

## Е
- Ерделі Адальберт Михайлович (1891—1955)

## З
- Міхай Зічі (1827—1906)

## І
- Бела Івані-Грюнвальд[en] (1867—1940)

## К
- Лайош Кашшак (1887—1967)
- Карой Кішфалуді (1788—1830)

## Л
- Філіп де Ласло (1869—1937)
- Антал Лігеті[en] (1823—1890)
- Карой Лотц (1833—1904)

## М
- *Ласло Меднянський[2][3] (1852—1919)
- Ласло Могой-Надь (1895—1946)
- Йожеф Молнар (1821—1899)
- Мігай Мункачі (1844—1900)

## О
- Шома Орлаї Петрич (1822—1880)

## П
- Ласло Паал (1846—1879)
- Шома Орлаї Петрич (1822—1880)

## С
- Берталан Секей (1835—1910)
- Пал Сіньєї Мерше (1845—1920)

## Ф
- Арпад Фесті[ru] (1856—1914)

## Х
- Адольф Гіремі-Гіршль (1860—1933)

## Ч
- Іштван Чок (1865—1961)
- Тівадар Чонтварі Костка (1853—1919)

## Ш
- Іштван Шандорфі (1948—2007)
- Алекса Шлавич[hu] (нар. 1962)